# ناصر محمدخانی
ناصر محمدخانی (زادهٔ ۱۶ شهریور ۱۳۳۶ در شهر ری) بازیکن سابق تیم پرسپولیس و تیم ملی فوتبال ایران است. وی در نیمهٔ اول دهه ۶۰ در ۱۵۲ بازی موفق به زدن ۵۹ گل برای تیم پرسپولیس شد. محمدخانی سابقهٔ آقای گلی با تیم بانک ملی نیز دارد. همچنین او ۲۵ بازی و ۱۹ گل ملی در کارنامه دارد.
در ۳ خرداد ۱۳۶۲ در جریان پیروزی چهار بر صفر پرسپولیس برابر راه‌آهن دو گل زد و زمینه‌ساز قهرمانی پرسپولیس در جام حذفی تهران شد.
در ۹ مهر ۱۳۶۵ در مرحلهٔ یک‌چهارم پایانی بازی‌های آسیایی ۱۹۸۶ در مقابل کرهٔ جنوبی در ضربات پنالتی، پنالتی خود را از دست داد و ایران، پنج بر چهار در ضربات پنالتی و شش بر پنج در مجموع نتیجه را واگذار کرد و حذف شد.
او جزو ۱۴ نفری بود که در سال ۶۵ و هنگام بازی‌های آسیایی ۱۹۷۶ در اعتراض به کادر فنی تیم ملی، از این تیم استعفا داد. او در تیر ۶۹ با دعوت علی پروین به تیم ملی برگشت. او در برهه‌ای متهم به قتل همسر خود شد که با رفع ابهام آزاد شد و زن دومش پای چوبهٔ دار رفت؛ اما هنوز عده‌ای ناصر محمدخانی را قاتل می‌دانند و معتقدند که شهلا جاهد (همسر دوم) بی‌گناه اعدام شده است.

## بازی‌های مهم باشگاهی و تیم ملی
- ایران - چین آذرماه ۱۳۶۳: گل ضربه کاشته به چین جام ملت‌های آسیا ۱۹۸۴. ایران ۲–۰ برنده این مسابقه شد با گل‌های ناصر محمدخانی و ضیا عربشاهی.
- پرسپولیس - استقلال خردادماه ۱۳۶۵: ناصر محمدخانی سازنده هر سه گل پرسپولیس در بازی با استقلال در قهرمانی باشگاه‌های تهران ۱۳۶۵ بود. وی زننده یک گل و پاس دو گل به شاهرخ بیانی بود (که به تازگی از استقلال به پرسپولیس انتقال پیدا کرده بود). کیهان ورزشی در شماره ۳۱ خردادماه ۱۳۶۵ در مقاله ای با عنوان «فرارهای ۸ برای سه گل» به تأثیر بازی محمدخانی (با شماره پیراهن ورزشی ۸) پرداخت. عکس این گل ناصر محمدخانی در پشت جلد این شماره کیهان ورزشی ثبت شده است.[۶]

## افتخارات
- قهرمانی در جام حذفی باشگاه‌های تهران با تیم پرسپولیس سال ۱۳۶۲
- قهرمانی در بازی‌های آسیایی ۱۹۹۰ با تیم ملی فوتبال ایران در چین
- قهرمانی در جام در جام آسیا با تیم پرسپولیس سال ۱۹۹۰

## حاشیه
در ۱۰ آذر ۱۳۸۹، شهلا جاهد، همسر دوم (موقت) ناصر محمدخانی، به اتهام قتل پرابهام، مشکوک و بحث‌برانگیز همسر نخست او، لاله سحرخیزان، پس از هشت سال از وقوع قتل (۱۷ مهر ۱۳۸۱)، اعدام شد.
وی همچنین در بهمن ۱۳۹۵ توسط اقوام یک زن دیگر صیغه‌ای‌اش به مدت چند ساعت ربوده و توسط پلیس تهران آزاد شد.